# Pierre Dieudonné

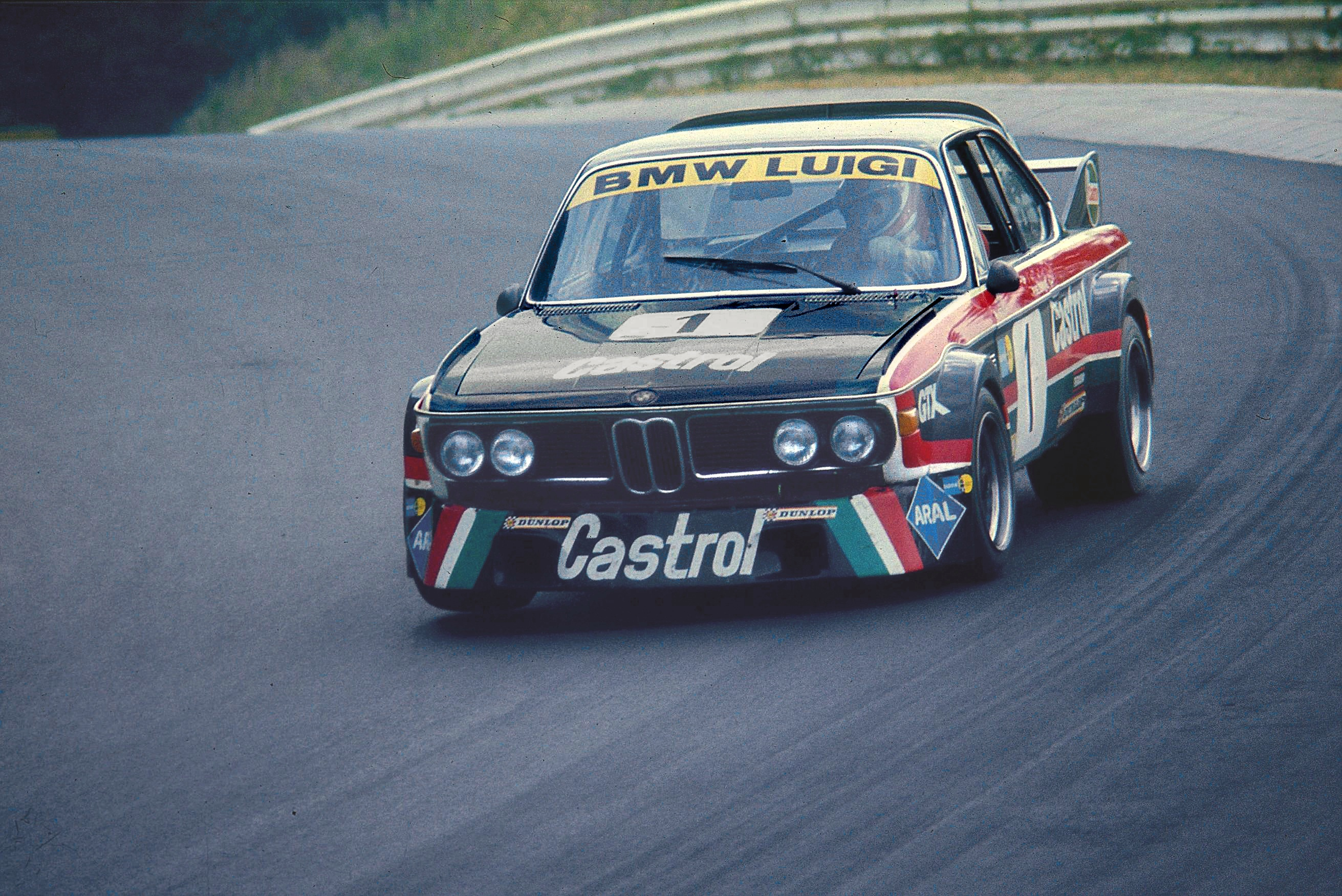
La BMW 3.0 CSL di von Stuck, Xhenceval e Dieudonné alla 6 ore del Nurbiuring 1973

Pierre Dieudonné (Bruxelles, 24 marzo 1947) è un pilota automobilistico belga, vincitore del campionato ETCC 1976.

## Opere
- Pierre Dieudonné, Jacky Icks: L'enfant terrible

## Palmarès
- Campionato europeo turismo 1976 su BMW 3.0 CSL (insieme al compagno di squadra Jean Xhenceval) con il team Luigi Racing;